# Michason & may
michason & may ist ein unabhängiger Buchverlag mit Sitz in Frankfurt am Main, der Gegenwartsliteratur von deutschsprachigen Autoren publiziert.

## Geschichte
Der Verlag wurde 2010 in Frankfurt am Main gegründet, im gleichen Jahr erfolgte die Präsentation des ersten Programmes am eigenen Stand auf der Frankfurter Buchmesse. Einer der ersten Verlagstitel war "Nicht zu fassen!" des Journalisten Dieter Mäder. Das Buch basiert auf dessen gleichnamiger Sendereihe auf radioBerlin 88,8 (rbb) und mischt das Genre Erzählungen mit Ratgeber-Elementen.
Ende 2012 gelang es michason & may sich gegen mehrere Mitbewerber durchzusetzen und den Platz in der Veranstaltungsreihe Langer Tag der Bücher im Frankfurter Schauspiel zu übernehmen, der durch das Ende des Eichborn Verlags freigeworden war.

## Programm
Der Verlag setzt nach eigenen Angaben auf ein fokussiertes Programm, bei dem der Schwerpunkt auf aktuellen Romanen und Erzählungen deutschsprachiger Autoren liegt. Folglich finden sich keine Übersetzungen im Programm, sondern ausschließlich Originalausgaben. Seit 2013 ergänzt die Reihe City Walking mit literarischen Stadtführern das Portfolio.

## Autoren
Autoren des Verlags sind u. a. die Berliner Aktivistin Juliane Beer, Sven-André Dreyer, Peter Koebel, Betty Kolodzy, Jannis Plastargias, der Verleger Lou A. Probsthayn und die taz-Kolumnistin Rebecca Clare Sanger.